# Laerbroeck

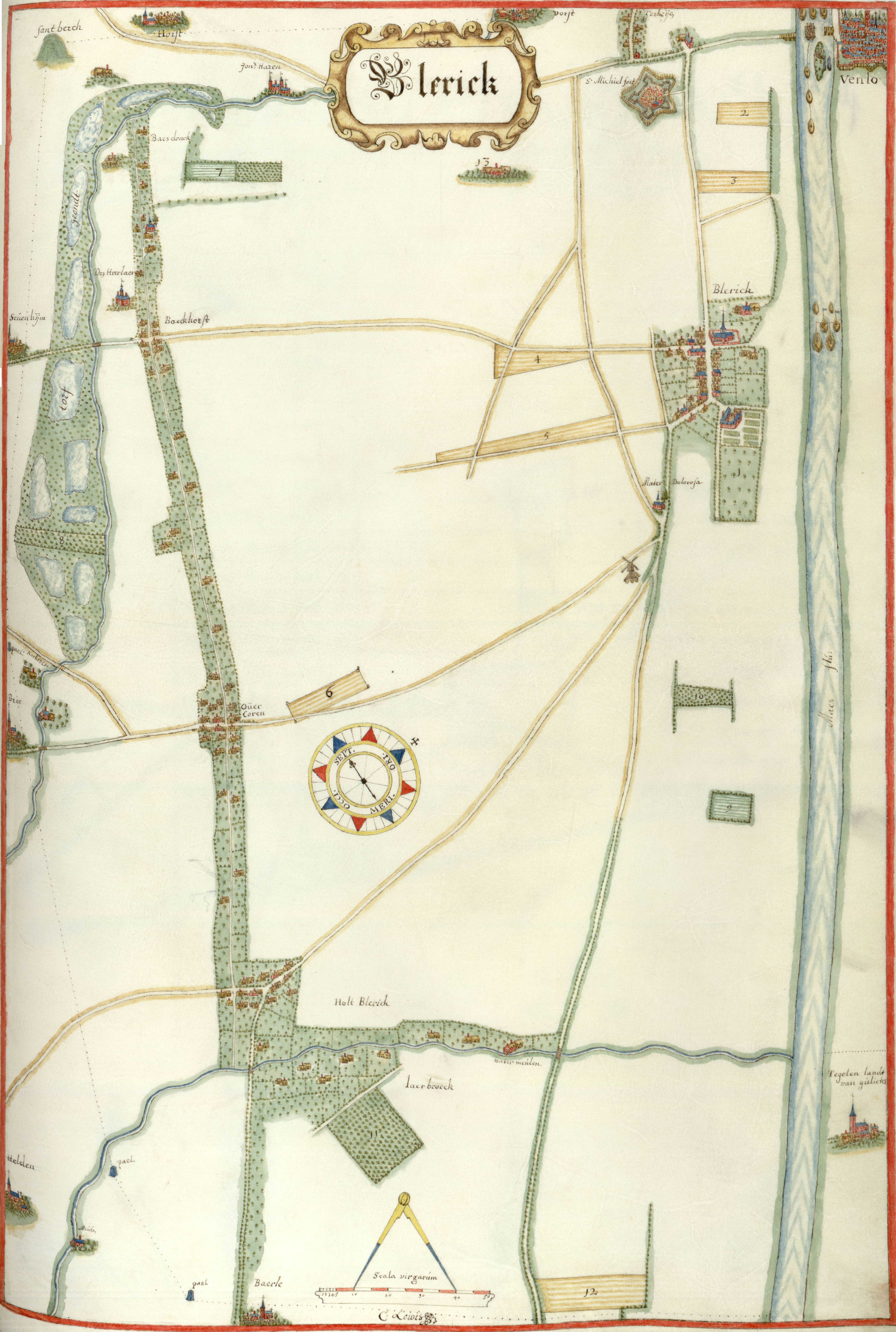
Kaart van Blerick uit 1677, met onderaan Laerbroeck en de watermolen, bij Holt Blerick (Hout-Blerick). Het noorden is ruwweg in de linkerbovenhoek.

Laerbroeck is een buurtschap in Hout-Blerick, een dorp in de Nederlandse gemeente Venlo. De woonkern van de buurtschap ligt net buiten het dorp, rond de Voortweg en de Tangeweg. Ook het agrarische buitengebied aan de Maas, in de omgeving van de Romeinenweg en de Vaerbroeckweg, wordt ertoe gerekend. Die laatste naam herinnert aan een verschrijving in de Franse Tijd waardoor het gebied toen aangeduid werd als Vaerbroeck. De Romeinenweg is een oude heerweg, die door de Romeinenweerd loopt.
Laerbroeck is tegenwoordig geen officiële woonplaats in de zin van het BAG-register, maar komt voor op een kaart van Cornelis Lewis uit 1677 in het Kaartboek van Averbode, zie de afbeelding. De woonkern lag ook toen al ten noordwesten van de Watermeule aan de Springbeek. Iets westelijker ligt de Tangkoel, een natuurgebied met een visvijver, die het restant is van een Maasstrang.
Door het dunbevolkte broek- en heidegebied dat omstreeks 1800 bezuiden de Springbeek lag, werd vanaf de Franse tijd de Napoleonsbaan aangelegd, die het bestaande wegenpatroon doorsneed. Het broekland werd in de 19e eeuw ontgonnen voor tuinbouw, terwijl de heide dichtgroeide met bomen.
Na de Tweede Wereldoorlog kwam de glastuinbouw sterk op, zodat rond de kassen een rechthoekig stratenpatroon ontstond. De N273 trekt nu de Napoleonsbaan verder door en doorsnijdt in het buitengebied de Romeinenweerd. Aanvankelijk was dit een rijksweg, later een verbinding met de A73.
Het buitengebied is cultureel en landschappelijk waardevol en mogelijk ook archeologisch van belang. Archeologisch zeer waardevol zijn de directe omgeving van de Romeinenweg en een strook langs de Springbeek.
Het buitengebied ligt deels in het winterbed van de Maas, waardoor er regelmatig wateroverlast is. Het is aangewezen als waterbergingsgebied en in 2008 was de glastuinbouw al uitgekocht. In 2019 presenteerden de bewoners hun plan, dat voorzag in een wooneiland, aan minister Cora van Nieuwenhuizen. Volgens plannen die begin jaren 2020 rondgaan wordt de dijk landinwaarts verplaatst en moeten 13 van de 26 huizen in het buitengebied afgebroken worden, terwijl de Watermeule zijn woonfunctie kwijtraakt. Dit project hoopt men tussen 2027 en 2030 uit te voeren. De waterberging van 90 hectare past in de doelstelling om de Maas in Nederlands Limburg beheersbaar te houden.

## Galerij

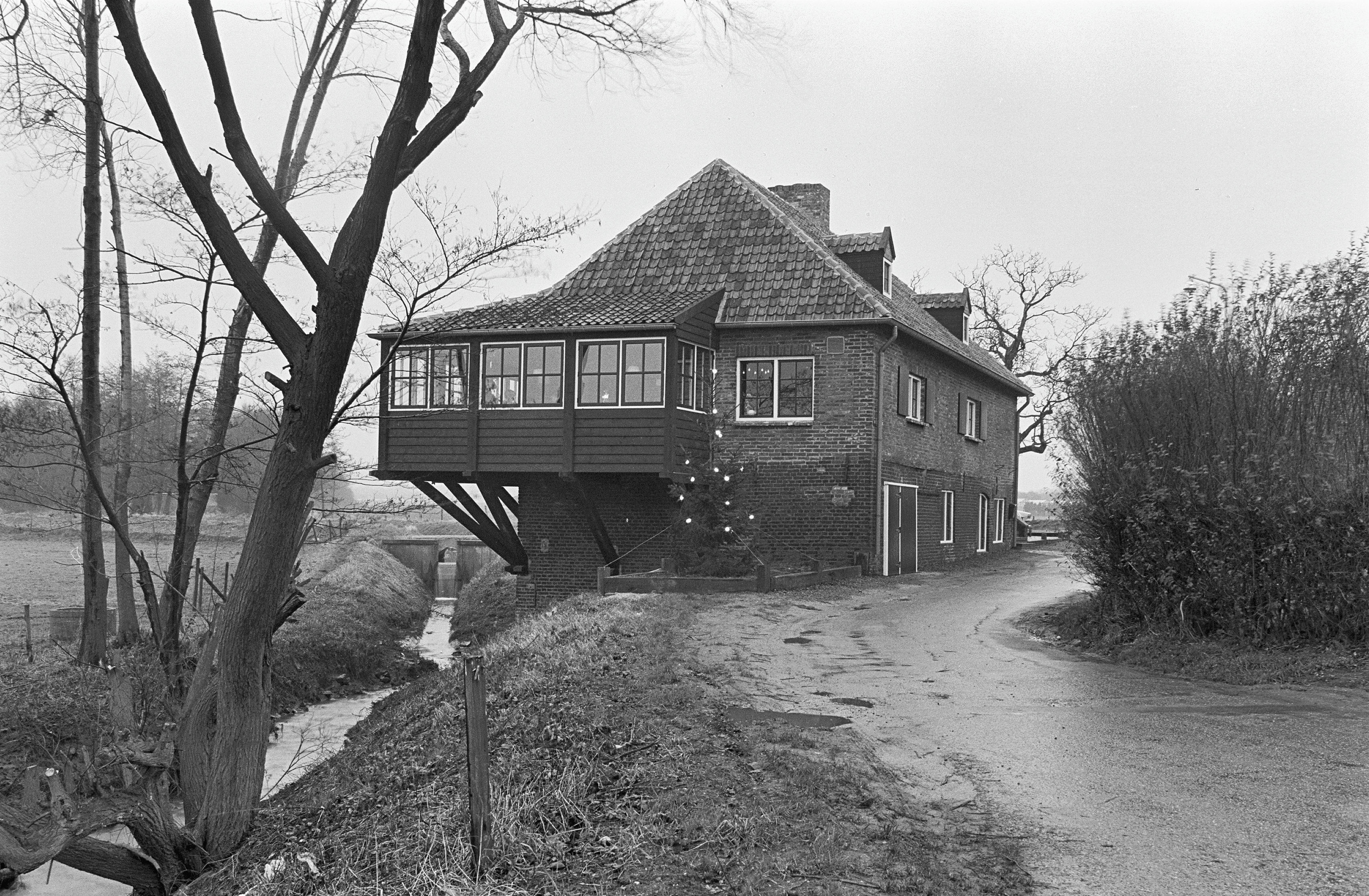
Watermeule, 1980
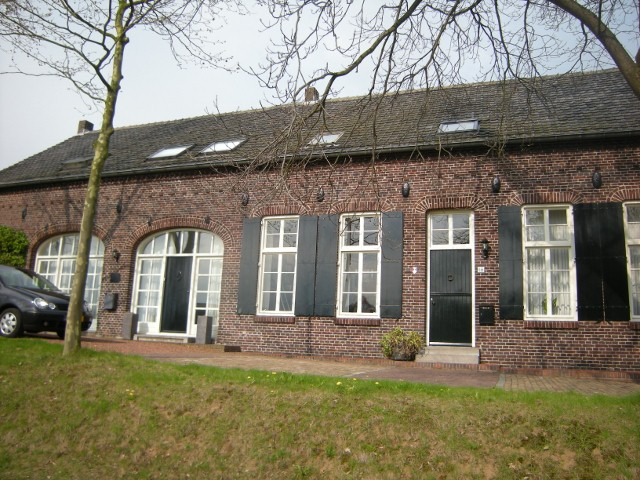
De Giesenhof, een gemeentelijk monument, 2012
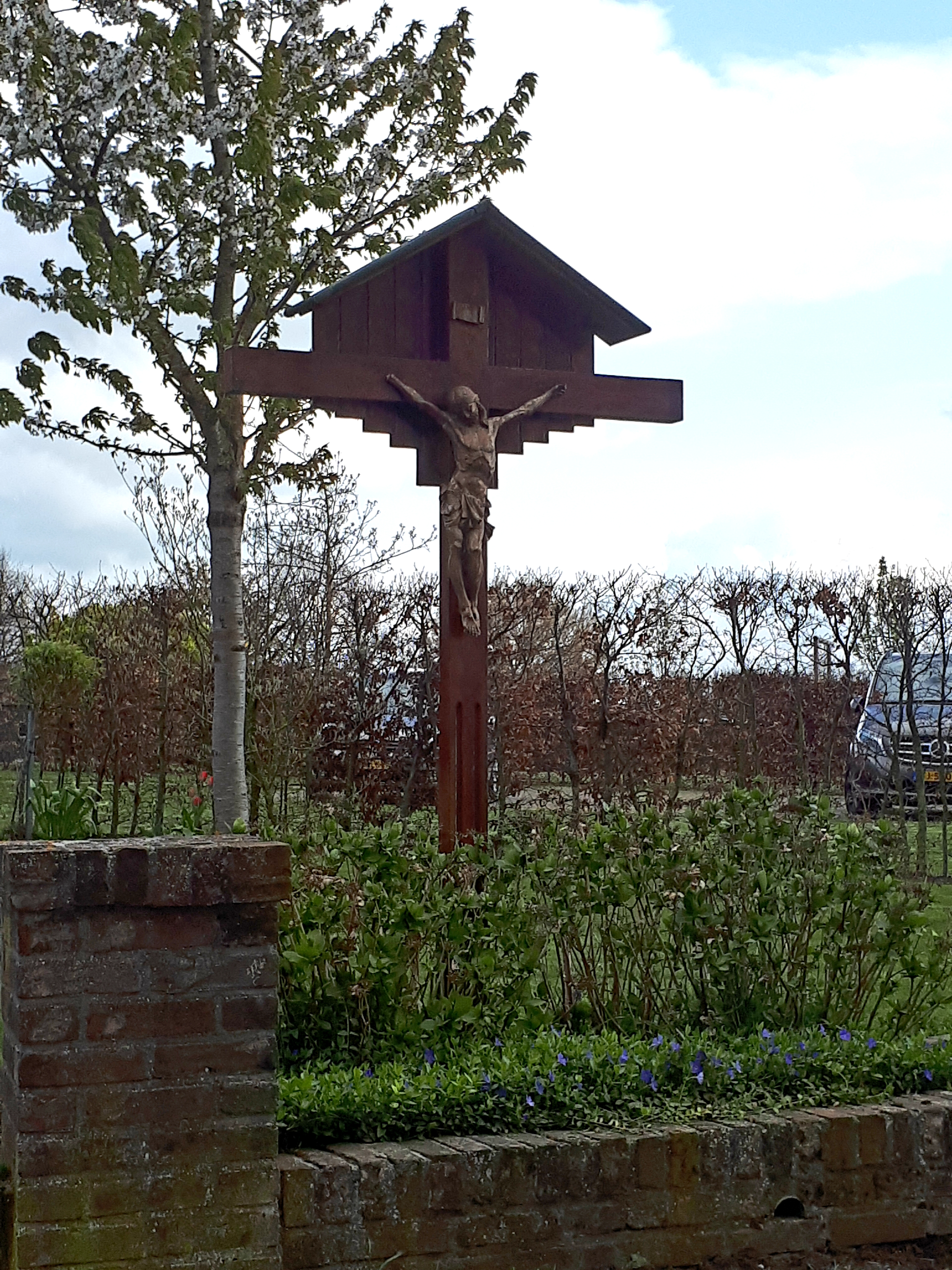
Wegkruis aan de D'Ohneweg, 2019